# Sophronica nigriticollis
Sophronica nigriticollis là một loài bọ cánh cứng trong họ Cerambycidae.